# RKVV Wilhelmina in het seizoen 1961/62
Het seizoen 1961/1962 was het zevende jaar in het bestaan van de Bossche betaaldvoetbalclub Wilhelmina. De club kwam uit in de Nederlandse Eerste divisie B en eindigde daarin op de 17e plaats. Dit betekende dat het rechtstreeks degradeerde naar de Tweede divisie. Tevens deed de club mee aan het toernooi om de KNVB beker, hierin werd de club in de tussenronde uitgeschakeld door NAC met 1–2.

## Wedstrijdstatistieken

### Eerste divisie B
|       | Be Quick | EBOH  | Elinkwijk | Enschedese Boys | Excelsior | Heerenveen | Heracles | Hermes DVS | Hilversum | HVC   | Limburgia | NOAD  | RBC   | SHS   | VSV   | Wageningen | ZFC   |
| ----- | -------- | ----- | --------- | --------------- | --------- | ---------- | -------- | ---------- | --------- | ----- | --------- | ----- | ----- | ----- | ----- | ---------- | ----- |
| Thuis | 2 – 2    | 5 – 1 | 2 – 1     | 0 – 3           | 2 – 3     | 1 – 4      | 2 – 4    | 0 – 1      | 1 – 1     | 4 – 2 | 0 – 3     | 2 – 0 | 0 – 4 | 0 – 0 | 4 – 0 | 4 – 1      | 3 – 0 |
| Uit   | 2 – 2    | 3 – 5 | 4 – 2     | 1 – 1           | 4 – 0     | 6 – 1      | 8 – 0    | 1 – 0      | 1 – 1     | 4 – 0 | 5 – 0     | 4 – 3 | 1 – 0 | 3 – 1 | 2 – 0 | 2 – 2      | 3 – 1 |

### KNVB beker
| 2e ronde                                              | Wilhelmina                                             | 2 – 1 (1 – 1, 0 – 1) na verlenging | Baronie                              |
| 31 maart 1962 Plaats: 's-Hertogenbosch De Wolfsdonken | Wim van den Hurk 27' Martin Kastelijn 109'             |                                    | 17' (e.d.) Jo Konings                |
| 3e ronde                                              | Wilhelmina                                             | 5 – 0 (4 – 0)                      | Fortuna '54                          |
| 28 april 1962 Plaats: 's-Hertogenbosch De Wolfsdonken | Martin Kastelijn 6', 16', 26', 82' Nico Gloudemans 27' |                                    |                                      |
| Tussenronde                                           | Wilhelmina                                             | 1 – 2 (0 – 0)                      | NAC                                  |
| 24 mei 1962 Plaats: 's-Hertogenbosch De Wolfsdonken   | Theo Borsten 47'                                       |                                    | 76' Hein van Gastel 77' Frans Peters |

## Statistieken Wilhelmina 1961 / 1962

### Eindstand Wilhelmina in de Nederlandse Eerste divisie B 1961 / 1962
| Stand | Gespeeld | Gewonnen | Gelijk | Verloren | Punten | Doelpunten voor | Doelpunten tegen |
| ----- | -------- | -------- | ------ | -------- | ------ | --------------- | ---------------- |
| 17e   | 34       | 8        | 7      | 19       | 23     | 51              | 84               |

### Topscorers
| #                         | Naam                 | Goal |
| ------------------------- | -------------------- | ---- |
| 1.                        | Willy van den Hurk   | 12   |
| 1.                        | Martin Kastelijn     | 12   |
| 3.                        | Nico Gloudemans      | 6    |
| 4.                        | Theo Borsten         | 5    |
| 5.                        | Han van Dinther      | 3    |
| 5.                        | Frans van den Hoogen | 3    |
| 5.                        | Toon Lukken          | 3    |
| 8.                        | Jo Konings           | 2    |
| 8.                        | Piet Vaes            | 2    |
| 10.                       | Theo van Merwijk     | 1    |
| 10.                       | Veen                 | 1    |
| Onbekende doelpuntenmaker |                      |      |
| –                         | Onbekend             | 1    |
| Totaal                    | Totaal               | 51   |

| #      | Naam             | Goal |
| ------ | ---------------- | ---- |
| 1.     | Martin Kastelijn | 5    |
| 2.     | Theo Borsten     | 1    |
| 2.     | Nico Gloudemans  | 1    |
| 2.     | Wim van den Hurk | 1    |
| Totaal | Totaal           | 8    |